# Vlissingen
Vlissingen – gmina i miasto w południowo-zachodniej części Holandii, położone na dawnej wyspie Walcheren (prowincja Zelandia). Liczy 42 864 mieszkańców (2012). Vlissingen otrzymało prawa miejskie w 1315. W XVII stuleciu było główną bazą dla statków Kompanii Wschodnioindyjskiej i ważnym portem.
Obecnie Vlissingen jest znane głównie z przystani Holenderskiej Marynarki Wojennej, położonej nad brzegami Skaldy. Oprócz tego znajduje się tu stocznia Damen Schelde Naval Shipbuilding (poprzednia nazwa: Koninklijke Maatschappij De Schelde, w której w latach 1936-1938 został zbudowany dla polskiej marynarki wojennej okręt podwodny ORP Orzeł), rafineria, przetwórnie rybne, huta aluminium. Vlissingen dysponuje połączeniem kolejowym i drogowym z Bredą oraz promowym z Breskens (Zelandia). Połączenie promowe do Sheerness (Wielka Brytania) zostało zlikwidowane w maju 1994 roku. W okolicach Vlissingen działa elektrownia jądrowa Borsele o mocy 477 MW.
Z ważniejszych atrakcji turystycznych można wymienić: kościół Grote Kerk (z XIV w.), wieżę Więzienną (koniec XVI w.), barokowe kamienice (XVII w.), ratusz miejski (XVIII w.), muzeum morskie, twierdza Fort Rammekens (XVI w.). Miasto posiada liczne kąpieliska oraz przystań jachtową.

## Transport
- Stacja kolejowa we Vlissingen.
- połączenie promowe z Breskens, obecnie obsługuje jedynie ruch pasażerski i rowerowy. Od 2003 połączenie kołowe obsługiwane jest przez Westerscheldetunnel, przez który biegnie droga N62 (przejazd przez tunel jest płatny).

## Miasta partnerskie
- Ambon, Indonezja
- Govan Mbeki, Południowa Afryka
- Taganrog, Rosja

## Galeria

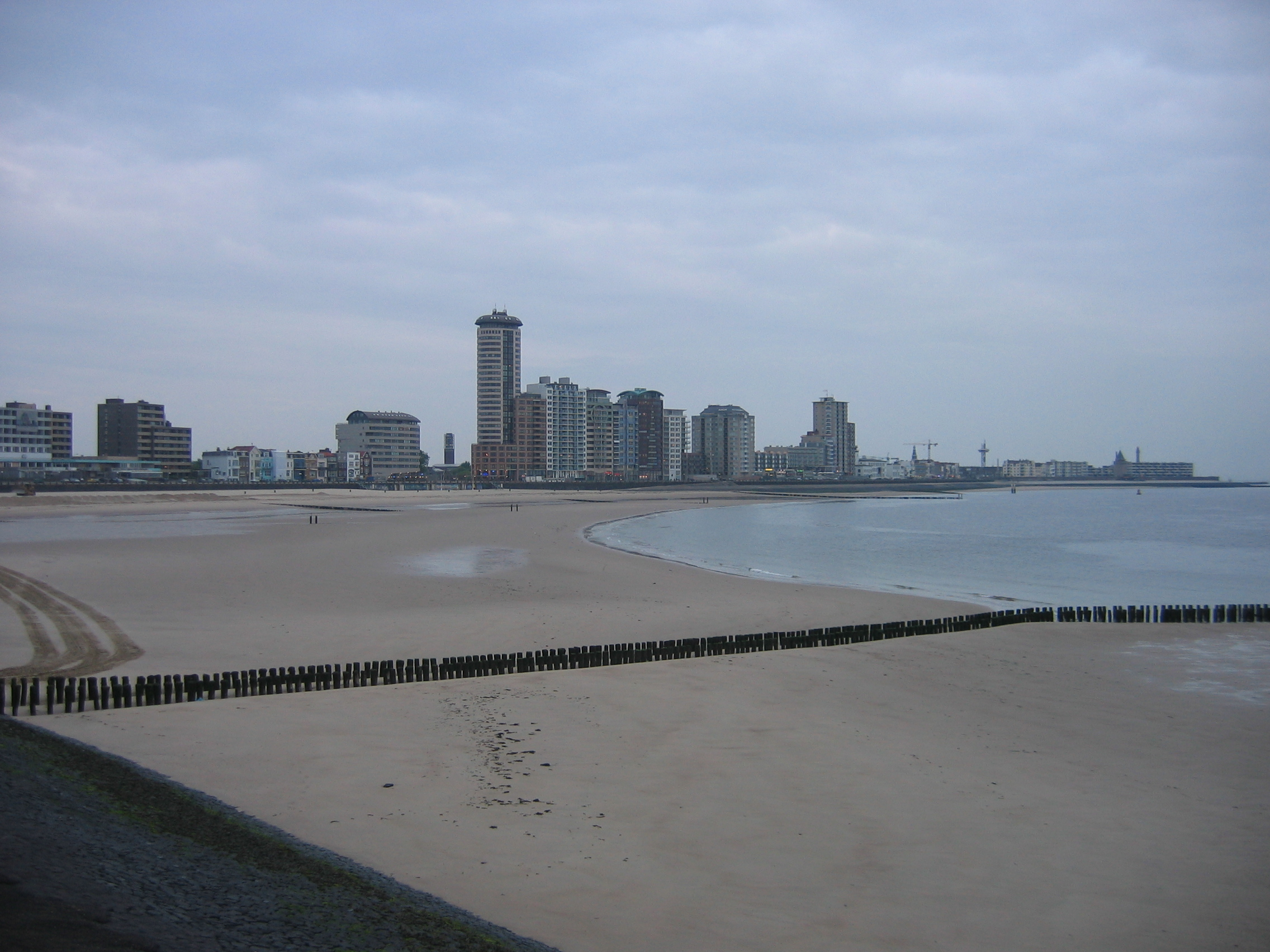
Bulwary we Vlissingen
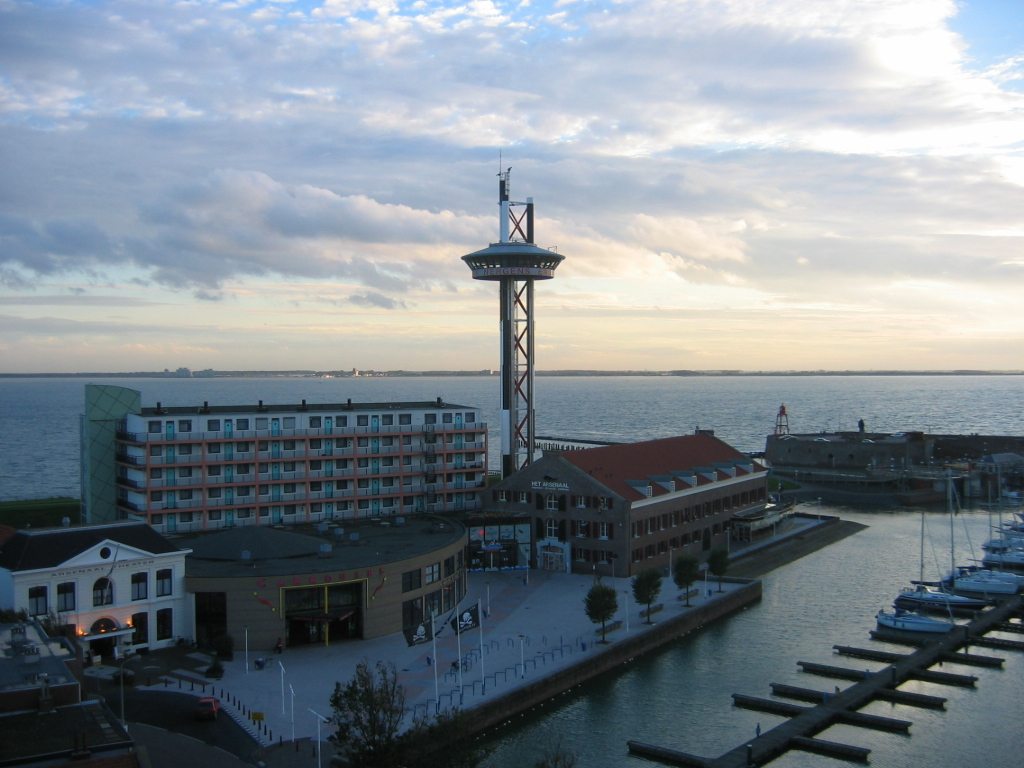
Muzeum morskie
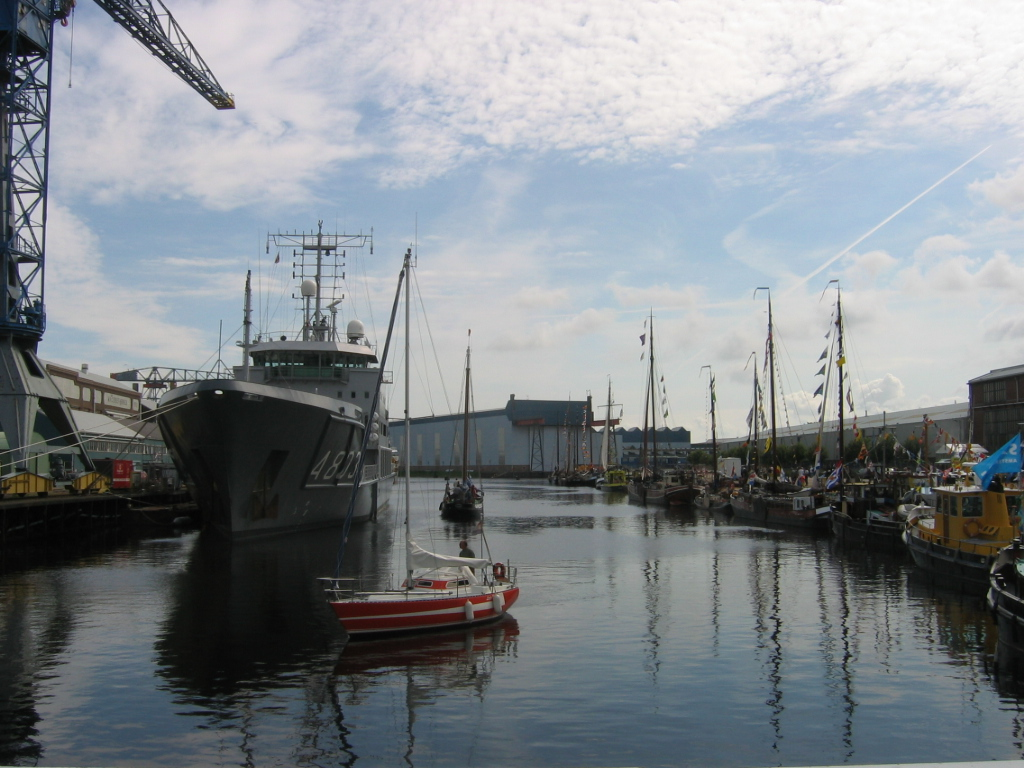
Doki
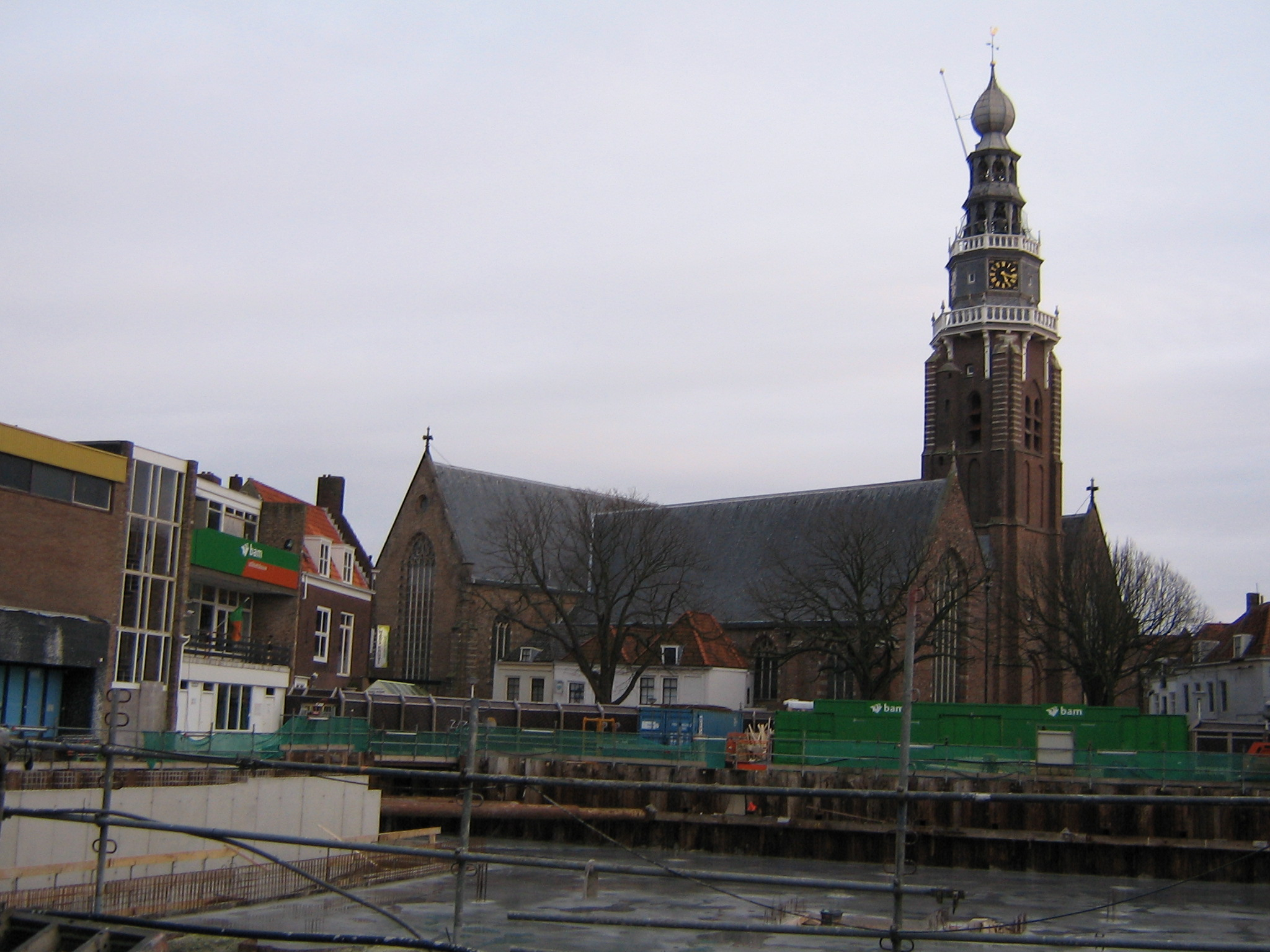
Kościół św. Jakuba